# Hrabstwo Bryan (Georgia)

Piramida wieku hrabstwa

Hrabstwo Bryan (ang. Bryan County) – hrabstwo w stanie Georgia w Stanach Zjednoczonych. Jego siedzibą administracyjną jest Pembroke, a największym miastem Richmond Hill. Jest częścią obszaru metropolitalnego Savannah.

## Geografia
Według spisu z 2000 obszar całkowity hrabstwa obejmuje powierzchnię 454,49 mil2 (1177,12 km²), z czego 441,71 mil2 (1144,02 km²) stanowią lądy, a 12,78 mil2 (33,1 km²) stanowią wody. Według szacunków United States Census Bureau w roku 2009 miało 32 559 mieszkańców.

### Miejscowości
- Pembroke
- Richmond Hill

### Sąsiednie hrabstwa
- Hrabstwo Effingham (północ)
- Hrabstwo Chatham (północny wschód)
- Hrabstwo Liberty (południe)
- Hrabstwo Evans (zachód)
- Hrabstwo Bulloch (północny zachód)

## Demografia
Według spisu z 2020 roku liczy 44,7 tys. mieszkańców, co oznacza wzrost o 48% w porównaniu z poprzednim spisem z roku 2010. Według danych pięcioletnich z 2021 roku 77,5% to biali (70,6% nie licząc Latynosów), 15,9% czarnoskórzy lub Afroamerykanie, 3,6% miało rasę mieszaną, 2,4% Azjaci, 0,5% to rdzenna ludność Ameryki i 0,2% pochodziło z wysp Pacyfiku. Latynosi stanowili 8,6% populacji hrabstwa.
Poza osobami pochodzenia afroamerykańskiego, do największych grup należały osoby pochodzenia niemieckiego (14,2%), angielskiego (12,8%), irlandzkiego (12,3%), „amerykańskiego” (8,2%), włoskiego (6,5%), francuskiego (3,8%) i  szkockiego lub szkocko–irlandzkiego (3%).

## Religia
W 2020 roku największe grupy pod względem członkostwa to baptyści (5,8 tys.), katolicy (2,8 tys.), metodyści (1,9 tys.) i inni ewangelikalni (2,1 tys.).

## Polityka
Hrabstwo jest przeważająco republikańskie, gdzie w wyborach prezydenckich w 2020 roku, 66,7% głosów otrzymał Donald Trump i 31,6% przypadło dla Joe Bidena.